# إيلين مايلز
إيلين مايلز (بالإنجليزية: Eileen Myles)‏ هي كاتِبة وشاعرة أمريكية، ولدت في 1949 في كامبريدج في الولايات المتحدة.

## وصلات خارجية
- إيلين مايلز على موقع IMDb (الإنجليزية)
- إيلين مايلز على موقع ميوزك برينز (الإنجليزية)
- إيلين مايلز على موقع ديسكوغز (الإنجليزية)